# Галлахер, Кэм
Кэмерон Джозеф Галлахер (англ. Cameron Joseph Gallagher; 6 декабря 1992, Ланкастер, Пенсильвания) — американский бейсболист, кэтчер клуба Главной лиги бейсбола «Канзас-Сити Роялс». Серебряный призёр Панамериканских игр 2015 года в составе национальной сборной США.

## Биография
Кэм Галлахер родился 6 декабря 1992 года в Ланкастере в штате Пенсильвания. В 2011 году он окончил старшую школу Манхейма и намеревался поступить в Восточно-Каролинский университет. Летом на драфте Главной лиги бейсбола Галлахера во втором раунде выбрал клуб «Канзас-Сити Роялс». Подписав контракт с бонусом 750 тысяч долларов, он начал профессиональную карьеру.
В 2012 году он хорошо проявил себя на бите в играх чемпионата Аппалачской лиги. В 36 матчах в составе «Берлингтон Роялс» Галлахер отбивал с эффективностью 27,6 %. После перехода в лиги с полноценным календарём его результативность снизилась. Только в 2015 году показатель отбивания игрока вырос до 24,5 %, а сезон 2016 года Галлахер закончил с результатом 25,9 %. После этого он вошёл в число двадцати лучших молодых игроков фарм-системы «Роялс». В 2015 году он был включён в состав сборной США на Панамериканские игры, прошедшие в Торонто. Команда стала их серебряным призёром.
Первую часть чемпионата 2017 года он провёл в составе «Омахи Сторм Чейзерс», продолжив прогрессировать. В августе Галлахер впервые был вызван в основной состав клуба и дебютировал в Главной лиге бейсбола. Он был третьим кэтчером «Роялс» и до конца чемпионата сыграл в 13 матчах, по показателю OPS опередив конкурента за место в составе Дрю Бьютеру. Большую часть сезона 2018 года Галлахер провёл в «Омахе», сыграв за основной состав «Роялс» 22 игры, заменяя травмированного Сальвадора Переса. В 2019 году он сыграл 45 матчей, отбивая с показателем 23,8 %, лучше проявив себя в защите.
В сокращённом из-за пандемии COVID-19 сезоне 2020 года Галлахер принял участие в 25 матчах и стал одним из двух лучших отбивающих команды по показателю wRC+, оценивающему результативность игроков с учётом характеристик стадионов. В 2021 году он был вторым кэтчером «Роялс», но из-за травм пропустил почти два месяца и сыграл только 48 матчей, отбивая с показателем 25,0 %. Эффективность действий Галлахера в защите составила 98,3 %.